# (29754) 1999 CE5
1999 سي إي 5 (ويعرف أيضًا باسم (29754) 1999 سي إي 5 وفق تسمية الكوكب الصغير) (بالإنجليزية: 1999 CE5)‏ هو كويكب ضمن حزام الكويكبات؛ وترتيبه 29754 من حيث الاكتشاف.
اكتُشف هذا الجُرم الفلكي بواسطة تاكيشي أوراتا ‏ في 12 فبراير 1999.

## وصلات خارجية
- (29754) 1999 CE5 في قاعدة بيانات مختبر الدفع النفاث لأجرام النظام الشمسي الصغيرة

- الاكتشاف · مخطط المدار ·  العناصر المدارية · المعلمات المادية

- (29754) 1999 CE5 على موقع ويكي سكاي: DSS2, SDSS, GALEX, IRAS, Hydrogen α, X-Ray, Astrophoto, Sky Map, Articles and images